# Otakar II. (Traungau)
Otakar II. († um 935) war Graf im Traungau und im Chiemgau. Er war vermutlich ein Sohn von Otakar I. und mit Alta verheiratet.